# Ván dăm
Ván dăm hay ván Okal (tên quốc tế: Particle Board (PB)) là gỗ nhân tạo được sản xuất từ nguyên liệu gỗ rừng trồng (bạch đàn, keo, cao su...), có độ bền cao lý tưởng, kích thước bề mặt rộng, phong phú về chủng loại. Mặt ván được dán phủ bằng những loại vật liệu trang trí khác nhau: melamine, veneer (gỗ lạng)...
Ván dăm chủ yếu được sử dụng để chế tác đồ mộc gia đình, công sở, trang trí nội thất.